# Carea ferrinigra
Carea ferrinigra är en fjärilsart som beskrevs av Holloway 1976. Carea ferrinigra ingår i släktet Carea och familjen trågspinnare. Inga underarter finns listade i Catalogue of Life.